# Карлайл (Арканзас)
Карлайл (англ. Carlisle) — місто (англ. city) в США, в окрузі Лоноук штату Арканзас. Населення — 2033 особи (2020).

## Географія
Карлайл розташований на висоті 70 метрів над рівнем моря за координатами 34°47′43″ пн. ш. 91°44′26″ зх. д. / 34.79528° пн. ш. 91.74056° зх. д. (34.795352, -91.740502). За даними Бюро перепису населення США в 2010 році місто мало площу 12,73 км², з яких 12,67 км² — суходіл та 0,06 км² — водойми.

## Демографія
Згідно з переписом 2010 року, у місті мешкало 2214 осіб у 937 домогосподарствах у складі 603 родин. Густота населення становила 174 особи/км². Було 1026 помешкань (81/км²).
Расовий склад населення:
| - 85,6 % — білих - 12,5 % — чорних або афроамериканців - 0,2 % — корінних американців - 0,2 % — азіатів - 0,1 % — вихідців з тихоокеанських островів |

До двох чи більше рас належало 0,9 %. Іспаномовні складали 1,4 % від усіх жителів.
За віковим діапазоном населення розподілялося таким чином: 23,4 % — особи молодші 18 років, 57,0 % — особи у віці 18—64 років, 19,6 % — особи у віці 65 років та старші. Медіана віку мешканця становила 41,7 року. На 100 осіб жіночої статі у місті припадало 86,4 чоловіків; на 100 жінок у віці від 18 років та старших — 83,5 чоловіків також старших 18 років.
Середній дохід на одне домашнє господарство становив 54 151 долар США (медіана — 47 069), а середній дохід на одну сім'ю — 68 328 доларів (медіана — 68 625). Медіана доходів становила 38 880 доларів для чоловіків та 29 167 доларів для жінок. За межею бідності перебувало 5,9 % осіб, у тому числі 0,0 % дітей у віці до 18 років та 9,9 % осіб у віці 65 років та старших.
Цивільне працевлаштоване населення становило 948 осіб. Основні галузі зайнятості: освіта, охорона здоров'я та соціальна допомога — 23,0 %, роздрібна торгівля — 14,9 %, виробництво — 11,4 %.
За даними перепису населення 2000 року в Карлайлі мешкало 2304 особи, 645 сімей, налічувалося 955 домашніх господарств і 1029 житлових будинків. Середня густота населення становила близько 181,4 людини на один квадратний кілометр. Расовий склад Карлайла за даними перепису розподілився таким чином: 86,28 % білих, 12,46 % — чорних або афроамериканців, 0,52 % — корінних американців, 0,22 % — азіатів, 0,52 % — представників змішаних рас.
Іспаномовні склали 0,56 % від усіх жителів міста.
З 955 домашніх господарств в 27,5 % — виховували дітей віком до 18 років, 52,9 % представляли собою подружні пари, які спільно проживали, в 11,3 % сімей жінки проживали без чоловіків, 32,4 % не мали сімей. 29,9 % від загального числа сімей на момент перепису жили самостійно, при цьому 15,9 % склали самотні літні люди у віці 65 років та старше. Середній розмір домашнього господарства склав 2,32 особи, а середній розмір родини — 2,87 особи.
Населення міста за віковим діапазоном за даними перепису 2000 року розподілилося таким чином: 22,9 % — жителі молодше 18 років, 7,5 % — між 18 і 24 роками, 24,5 % — від 25 до 44 років, 24,8 % — від 45 до 64 років і 20,3 % — у віці 65 років та старше. Середній вік мешканця склав 41 рік. На кожні 100 жінок в Карлайлі припадало 88,9 чоловіків, у віці від 18 років та старше — 80,8 чоловіків також старше 18 років.
Середній дохід на одне домашнє господарство в місті склав 30 086 доларів США, а середній дохід на одну сім'ю — 39 853 долара. При цьому чоловіки мали середній дохід в 30 292 долара США на рік проти 20 563 долара середньорічного доходу у жінок. Дохід на душу населення в місті склав 15 725 доларів на рік. 10,5 % від усього числа сімей в населеному пункті і 15,5 % від усієї чисельності населення перебувало на момент перепису населення за межею бідності, при цьому 16,3 % з них були молодші 18 років і 26,7 % — у віці 65 років та старше.